# Храм Святителя Николая (Апухтино)
Храм святителя Николая — православный храм в селе Апухтино Калязинского района Тверской области.

## Современное состояние
Храм святителя Николая в Апухтино Калязинского района является архитектурным памятником стиля классицизма. Центральный алтарь разрушен, купольные перекрытия северного и южного приделов рухнули и образовали открытые пространства под небом. В результате храм, с уникальными настенными фресками в центральной части, подвергается климатическим воздействиям ветра, холода, снега и дождя.
Восстановление нормальных климатических условий в храме возможно через воссоздание архитектурной композиции с применением светопроницаемых материалов из закалённого стекла, строительного триплекса, стекла с защитной полимерной плёнкой, оргстекла, монолитного и сотового поликарбоната.